# Gabrius breviventer
Gabrius breviventer é uma espécie de insetos coleópteros polífagos pertencente à família Staphylinidae.
A autoridade científica da espécie é Sperk, tendo sido descrita no ano de 1835.
Trata-se de uma espécie presente no território português.